# المفترس (فلم)
 المفترس (بالإنجليزية: The Predator) هو فيلم رعب وخيال علمي تم إنتاجه في الولايات المتحدة وصدر سنة 2018 بطولة بويد هولبروك.

## القصة
أفتك صيادي الكون قد قدموا من الفضاء الخارجي إلى ضواحي بلدة صغيرة ، وهم أقوى وأذكى وأكثر إهلاكًا من ذي قبل فقد حسنوا أنفسهم چينيًا باستخدام حمض نووي من سلالات أخرى ، وعندما حفّز طفل عودتهم للأرض مرة أخرى لم يبق على الأرض إلا فريق ضعيف من الجنود السابقين ومعهم مدرسة علوم بإمكانهم منع نهاية الجنس البشري.

## بطولة
- بويد هولبروك بدور كوين ماكينا.
- أوليفيا مون بدور كيس براكيت.
- تريفانتي روديس بدور نبراسكا ويليامز، جندي سابق من المارينز تطوع في عملية صيد لمفترس قادها كوين صديقه المقرب.
- كيغان-مايكل كي بدور رجل تطوع مع كوين وويليامز لمحاربة المفترسات.
- ستيرلينغ ك. براون بدور عميل حكومي.
- يعقوب تريمبلاي بدور ابن كوين.
- إيفون ستراهوفسكي بدور زوجة كوين السابقة.
- ألفي آلن بدور جندي سابق في المارينز.
- توماس جين بدور عسكري محنك حارب في العراق وأفغانستان يعاني من اضطراب الكرب التالي للصدمة النفسية.
- إدوارد جيمس أولموس بدور جنرال عسكري.

## وصلات خارجية
المفترس على موقع IMDb (الإنجليزية)
- المفترس على موقع ميتاكريتيك (الإنجليزية)
- المفترس على موقع روتن توميتوز (الإنجليزية)
- المفترس على موقع ألو سيني (الفرنسية)
- المفترس على موقع Turner Classic Movies (الإنجليزية)
- المفترس على موقع أول موفي (الإنجليزية)
- المفترس على موقع بوكس أوفيس موجو (الإنجليزية)
- المفترس على موقع فيلمافينيتي (الإسبانية)
- المفترس على موقع قاعدة بيانات الفيلم (الإنجليزية)
- المفترس على موقع ليتربوكسد (الإنجليزية)